# 아줌마...줌마들의반란
"아줌마...줌마들의반란"은 2016년에 개봉한 대한민국의 영화이다.

## 캐스팅
- 김미영 : 미영 역
- 주하린 : 하연희 역
- 나유경 : 나 여사 역
- 박효근 : 박가 역
- 정인철 : 인철 역
- 이종영 : 차민수
- 임연희 : 충주댁 역
- 박윤근 : 양 감독 역
- 온사랑 : 온 여사 역
- 김정자 : 정자씨 역
- 손민지 : 광주댁 역
- 김현 : 김 경장 역
- 임대웅 : 임 순경 역
- 박철민 : 철 사장 역
- 김윤수 : 총무 역
- 유이제 : 노 마담 역
- 고대한 : 철가방 역
- 박준철 : 꽁지 역
- 현동현 : 지구대장 역
- 윤현 : 덩치 역
- 이훈선 : 건달 역
- 박근범 : 박씨 역
- 최윤정 : 순천댁 역
- 성시춘 : 성씨 역
- 박흥열 : 불량업자 역
- 박병열 : 편집장 역
- 박대성 : 성추행범 역
- 이정훈 : 불량학생 1 역
- 조두영 : 불량학생 2 역
- 황현우 : 불량학생 3 역
- 정서영 : 피해여학생 역
- 오용택 : 남편 역
- 김하나 : 부인 역
- 곽경화 : 연자 역
- 김지선 : 선생 역
- 황윤구 : 황씨 역
- 한미래 : 원주댁 역
- 이혜령 : 점쟁이 역
- 김재겸 : 고씨 역
- 장영애
- 동천댁
- 이응탁
- 최성민
- 황금비
- 손나라
- 한다경
- 오하영
- 장용수
- 전영월
- 권일
- 김류경
- 김지은
- 유덕영